# Sacha Pecaric
Sacha Pecaric (* 1965 Rijeka) je původem chorvatský rabín, filosof a vydavatel židovské literatury působící v Polsku a Spojených státech amerických.
Studoval obor umělecké fotografie na Filmové a televizní fakultě Akademie múzických umění v Praze, kde složil doktorát v roce 2004, a dokončil též studium analytické filosofie na Kolumbijské univerzitě v New Yorku. K funkci rabína byl ordinován po absolvování studia na newyorské Yeshiva University v Rabbi Isaac Elchanan Theological Seminary, kde se stal jeho učitelem rabín Herschel Schachter. V letech 1997-2005 pobýval v Krakově, kde řídil pobočku nadačního fondu Ronalda S. Laudera (Fundacja Ronalda S. Laudera), která byla založena proto, aby pomohla židovským komunitám v Polsku realizovat jejich vzdělávací cíle a celkově poskytovala fundované informace těm, kdo se zajímají o otázky judaismu. V rámci krakovské společnosti Jesziwa Pardes Lauder rovněž vedl intenzivní kurzy studia Talmudu.
I když v současné době žije v Teanecku v New Jersey, přesto se i nadále zabývá vydavatelskou činností v Polsku v oblasti judaismu. V dubnu 2011 inicioval zřízení virtuální ješivy (Jesziwa Pardes – Akademia Judaizmu), která každý týden nabízí nové přednášky, které posluchače vedou k hlubšímu pochopení Tóry, Talmudu, halachy a kabaly.

## Publikační činnost
V roce 2001 založil židovské vydavatelství Pardes Lauder, později přejmenované na Stowarzyszenie Pardes, která vydává knihy s náboženskou tematikou, kompaktní disky s přednáškami a nástěnné plakáty. Mimo jiné byl vydán polsko-hebrejský sidur a také pesachová hagada, dále polský překlad Maimonidovy More nevuchim (doslova „Průvodce zbloudilých“) či některých částí Talmudu, opatřených poznámkovým a vysvětlujícím aparátem, a další knihy. Jedním z nejdůležitějších počinů bylo vydání prvního poválečného rabínského překladu Tóry s polskými výkladovými poznámkami a hebrejským komentářem Rašiho, jehož redaktorem a spoluautorem je právě sám Pecaric. Toto dílo, souhrnně nazvané „Chamisza Chumsze Tora – Chumasz Pardes Lauder: Przekład Pięcioksięgu z języka hebrajskiego z uwzględnieniem Tory Ustnej opatrzony wyborem komentarzy Rabinów oraz hebrajski tekst komentarza Rasziego i Haftary z błogosławieństwami“, bylo v letech 2001–2006 postupně vydáno v pěti dílech podle jednotlivých knih Pentateuchu.